# Епархия Буффало

Расположение епархии Буффало

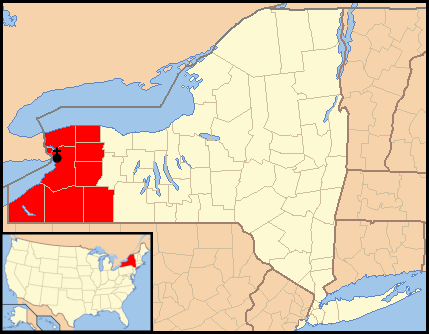
Расположение епархии Буффало

Епархия Буффало (лат. Dioecesis Buffalensis) — епархия Римско-Католической церкви с центром в городе Буффало, штат Нью-Йорк, США. Епархия Буффало входит в митрополию Нью-Йорка. Кафедральным собором епархии Буффало является Собор святого Иосифа.

## История
23 апреля 1847 года Святой Престол учредил епархию Буффало, выделив её из епархии Нью-Йорка.
3 марта 1868 года епархия Буффало передала часть своей территории новой епархии Рочестера.

## Ординарии епархии
- епископ Джон Тимон[англ.], CM  (23.04.1847 — 16.04.1867)
- епископ Стивен Винсент Райен[англ.], CM (03.03.1868 — 10.04.1896)
- епископ Джеймс Эдвард Куигли[англ.] (12.12.1896 — 08.01.1903) — назначен архиепископом Чикаго
- епископ Чарльз Генри Колтон[англ.] (10.06.1903 — 09.05.1915)
- епископ Деннис Джозеф Доэрти (06.12.1915 — 01.05.1918) — назначен архиепископом Филадельфии, кардинал с 1921
- епископ Уильям Тёрнер[англ.] (10.03.1919 — 10.07.1936)
- епископ Джон Алоизиус Даффи[англ.] (05.01.1937 — 27.09.1944)
- епископ Джон Фрэнсис О’Хара, CSC (10.03.1945 — 23.11.1951) — назначен архиепископом Филадельфии, кардинал с 1958
- епископ Джозеф Алоизиус Берк[англ.] (09.02.1952 — 16.10.1962)
- епископ Джеймс Алоизиус Макналти[англ.] (12.02.1963 — 04.09.1972)
- епископ Эдвард Деннис Хед[англ.] (23.01.1973 — 18.04.1995)
- епископ Генри Джозеф Мэнселл[англ.] (18.04.1995 — 20.10.2003) — назначен архиепископом Хартфорда
- епископ Эдвард Урбан Кмец[англ.] (12.08.2004 — 29.05.2012)
- епископ Ричард Джозеф Мэлоун[англ.] (29.05.2012 — 04.12.2019)
- епископ Майкл Уильям Фишер[англ.] (с 01.12.2020)

## Источник
- Annuario Pontificio, Libreria Editrice Vaticana, Città del Vaticano, 2003, ISBN 88-209-7422-3